# 狼尾草属
狼尾草属（学名：Pennisetum）是禾本科下的一个属，为一年生或多年生草本植物。该属共有约140种，主要分布于热带和亚热带地区, 少数分布于温寒地带, 分布中心位于非洲。
属名Pennisetum源于拉丁语penna（羽毛）和seta（刺毛）的合成词，指本属植物花序的刺毛羽毛状排列。

## 形态
狼尾草属植物的叶片为线形, 扁平或内卷, 圆锥花序紧缩呈穗状。